# Dobrovolʹskiy (cràter)

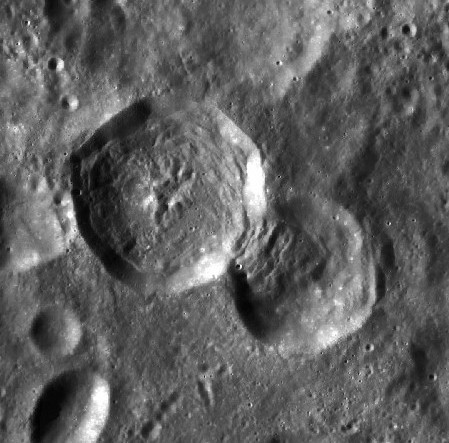
Fotografia de la missió Lunar Reconnaissance Orbiter

Dobrovolʹsky és un petit cràter d'impacte situat a la cara oculta de la Lluna. La part nord-oest del seu brocal està envaïda pel cràter Shirakatsi, de major grandària, les rampes exteriors de la qual cobreixen la major part de la plataforma interior de Dobrovolʹsky. Queda molt poc del fons original del cràter, amb una petita secció prop de la paret interna del costat sud. La resta de la vora del cràter és considerablement circular i només està lleugerament desgastat.
Al nord apareix la vora sud del cràter Perepelkin també envaït pel cràter Shirakatsi, formant entre els tres una breu cadena corbada de cràters. Al sud-est de Dobrovolʹsky es troba el cràter Volkov.
Porta el nom de Gueorgui Dobrovolski, cosmonauta que va morir en la missió Soiuz 11.

## Cràters satèl·lit
Per convenció aquests elements són identificats en els mapes lunars posant la lletra en el costat del punt mitjà del cràter que està més prop de Dobrovolʹskiy.
|               | \| Dobrovolʹskiy \| Coordenades \| Diàmetre \| \| ------------- \| -------------------------------------- \| -------- \| \| D \| 12° 12′ S, 130° 36′ E / 12.2°S,130.6°E \| 49 km \| \| M \| 14° 36′ S, 129° 36′ E / 14.6°S,129.6°E \| 31 km \| \| R \| 14° 00′ S, 127° 42′ E / 14.0°S,127.7°E \| 24 km \| |          |
| Dobrovolʹskiy | Coordenades | Diàmetre |
| D             | 12° 12′ S, 130° 36′ E / 12.2°S,130.6°E | 49 km    |
| M             | 14° 36′ S, 129° 36′ E / 14.6°S,129.6°E | 31 km    |
| R             | 14° 00′ S, 127° 42′ E / 14.0°S,127.7°E | 24 km    |

## Galeria

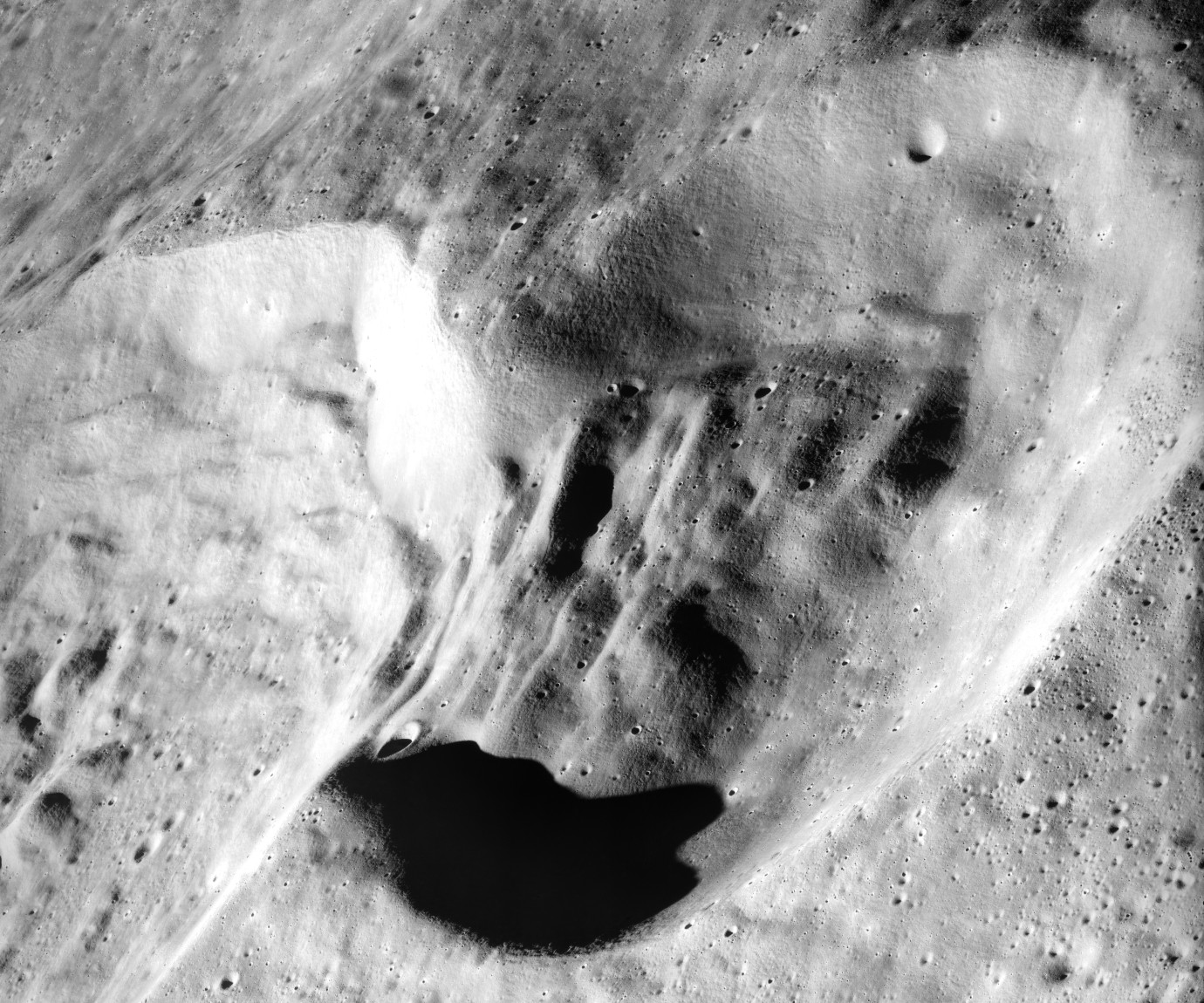
Vista obliqua de l'envà col·lapsat entre els dos cràters (cambra panoràmica de l'Apol·lo 17)
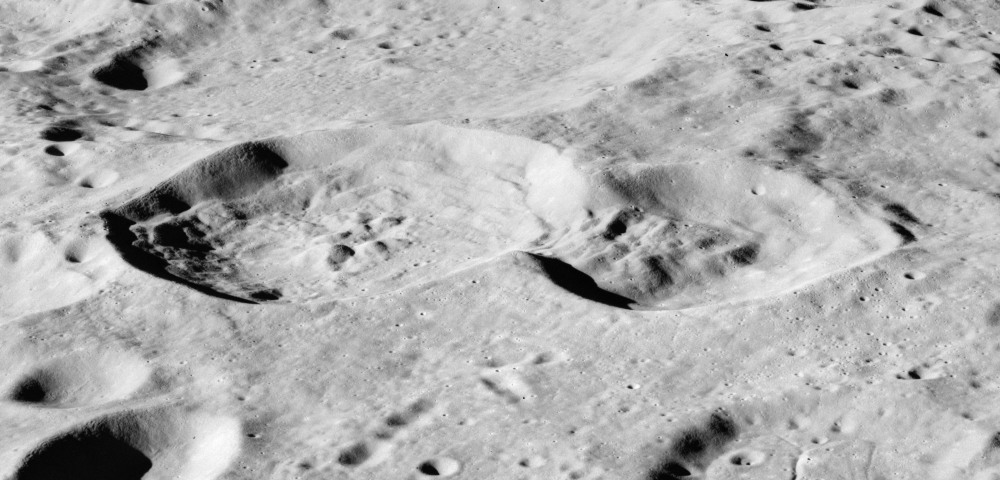
Fotografia de la missió Apol·lo 15
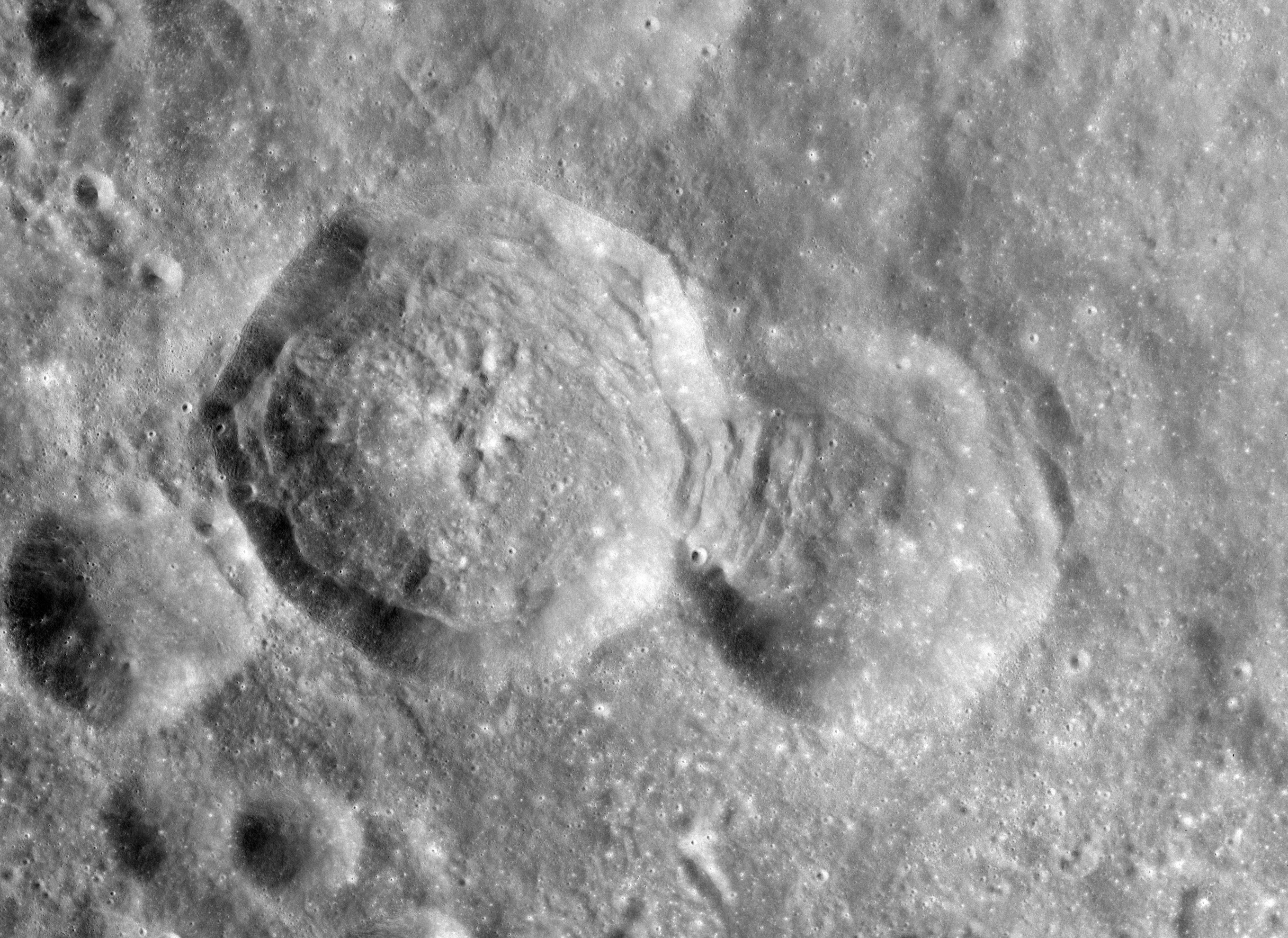
Imatge de la cambra cartogràfica de l'Apol·lo 17